# Asociación de Bancos del Perú
La Asociación de Bancos del Perú (Asbanc), es una institución gremial peruana. Fue fundada en 1967 por medio de una agrupación de bancos e instituciones financieras privadas del Perú y cuyo principal objetivo es promover el fortalecimiento del sistema financiero privado, proporcionando a sus asociados servicios de información sobre la cultura financiera, que destacó su campaña Hablemos más simple.

## Historia
El 26 de enero de 1967, un grupo de representantes de 15 bancos comerciales suscribieron la minuta de constitución de la Asociación de Bancos del Perú (Asbanc) y el 22 de junio del mismo año el Acta de Instalación. Asbanc fue creada con el objetivo de representar a los bancos afiliados y ejercer su presencia en las decisiones que afecten al sector.
Desde 2015, sus afiliados cuentan con una franja de compromiso, lo que obliga en sus anuncios mostrar información económica como las tasas de rendimiento y costo efectivos anuales.

## Asociados
ASBANC es una institución gremial que agrupa a los principales bancos e instituciones financieras privadas del Perú y cuyo principal objetivo es promover el fortalecimiento del sistema financiero privado.

### Asociados activos
- Banco BanBif
- Alfin Banco S.A.
- Banco de Comercio
- Banco de Crédito del Perú
- Banco Falabella Perú S.A.
- Banco GNB Perú S.A.
- ICBC Perú Bank
- Banco Pichincha
- Banco Ripley Perú S.A.
- Banco Santander Perú S.A.
- Banco BBVA Perú
- Citibank del Perú S.A.
- Banco Internacional del Perú S.A.A - Interbank
- J.P. Morgan Banco de Inversión
- Mibanco Banco de la Microempresa S.A.
- Scotiabank Perú S.A.A

### Asociados adherentes
- Compartamos Financiera S.A.
- Crac Cencosud Scotia Perú
- Crediscotia Financiera S.A.
- Financiera Confianza S.A.A.
- Financiera Qapaq S.A
- Financiera Efectiva S.A.

## Directorio
Las entidades bancarias y financieras afiliadas a la Asociación de Bancos del Perú decidieron elaborar un documento a modo de declaración de principios éticos sobre los cuales se fundamente el ejercicio de su actividad. Su directiva es la siguiente:
| Banco de Crédito del Perú | Luis Enrique Romero Belismelis    |
| Scotiabank                | Gianfranco Castagnola Zúñiga      |
| Banco Pichincha           | Drago Kisic Wagner                |
| Banco de Comercio         | Carlos Manuel Diaz Mariños        |
| Ban Bif                   | Sandro Fuentes Acurio             |
| Interbank                 | Carlos Rodríguez Pastor Persivale |
| BBVA                      | Alex Fort Brescia                 |
| Citibank                  | Lorena Carrillo Álvarez Calderón  |
| Mibanco                   | Luis Enrique Romero Belismelis    |
| Banco Falabella           | Juan Fernando Correa Malachowski  |
| Banco Ripley              | Norberto Rossi                    |
| GNB Sudameris             | Hubert de la Feld                 |
| Bancon Santander Perú     | Gonzalo Echeandía Bustamante      |
| Alfin Banco               | Pablo Bustamante Pardo            |
| JP Morgan Chase           | Juan Carlos Arribas Velasco       |